# 玛尔约·沃蒂莱宁
玛尔约·沃蒂莱宁（芬蘭語：Marjo Voutilainen，1981年3月22日—），芬兰女子冰球运动员。她曾代表芬兰参加2002年和2010年冬季奥林匹克运动会冰球比赛，其中2010年奥运会获得一枚铜牌。